# Афанасьєвське
Афана́сьєвське (рос. Афанасьевское) — село у складі Ачитського міського округу Свердловської області.
Населення — 925 осіб (2010, 1020 у 2002).
Національний склад станом на 2002 рік: росіяни — 97 %.